# ランセットフィッシュ (潜水艦)
ランセットフィッシュ (USS Lancetfish, SS-296) は、アメリカ海軍の潜水艦。バラオ級潜水艦の一隻。艦名は貪欲な深海魚であるミズウオに因む。

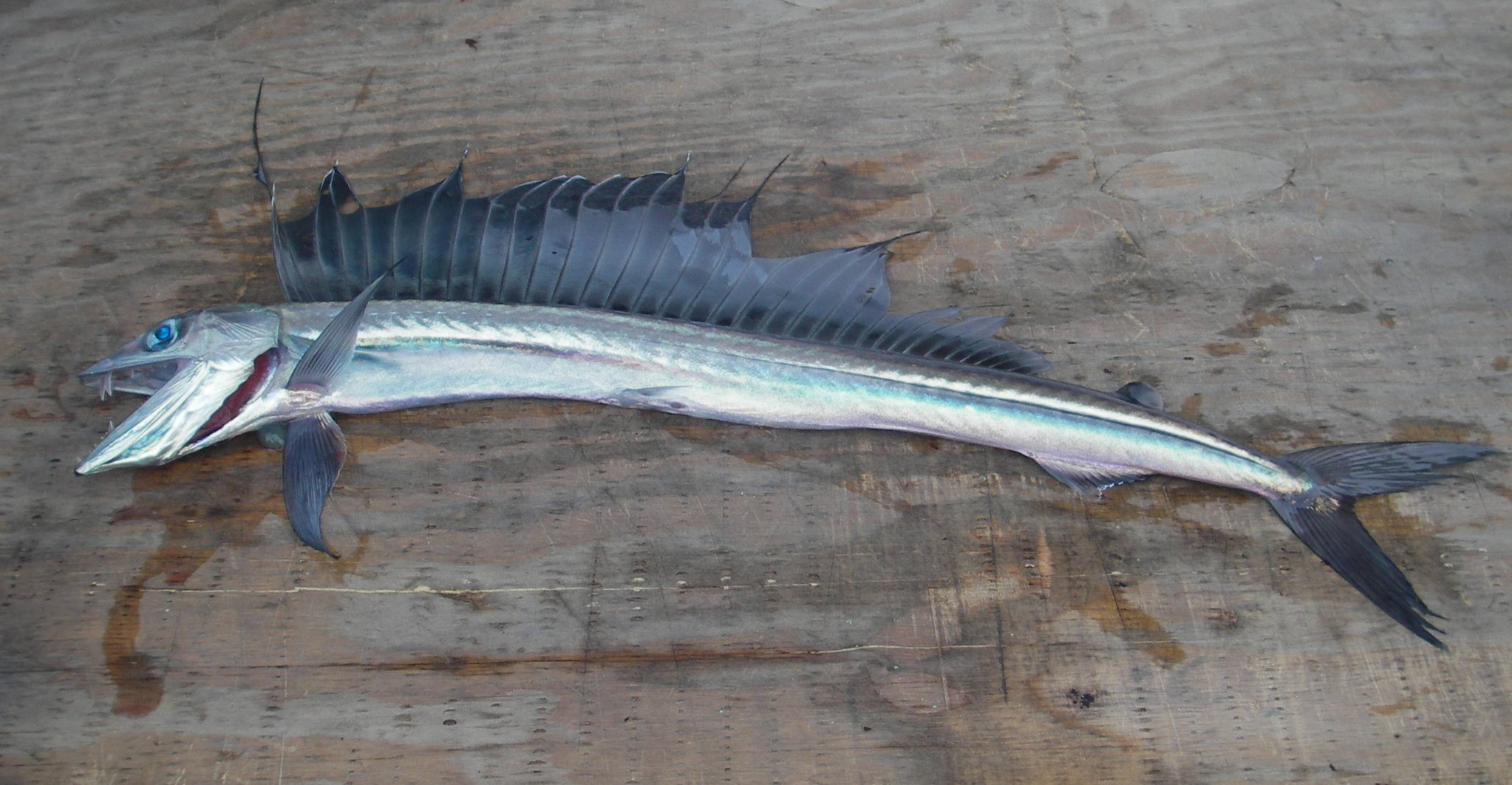
ミズウオ（Long-snouted lancetfish）

## 艦歴
ランセットフィッシュは1942年9月30日にペンシルベニア州フィラデルフィアのクランプ造船所で起工する。1943年8月15日にビアトリス・P・パーカーによって進水したが建造ははかどらず、1944年5月19日にボストン海軍工廠に移動して建造を進め、艦長エリス・B・オア中佐（アナポリス卒業年次不明）の指揮下1945年2月12日に就役する。
8番埠頭に係留されたランセットフィッシュは、1945年3月15日に後部の魚雷発射管から浸水し沈没した。8日後に引き上げられ、3月24日に退役する。その後未完成の状態で大西洋予備役艦隊入りし、1947年2月27日に第1海軍管区に移動、1952年12月9日にニューロンドングループに配属された。1958年6月9日に除籍され、1959年8月20日にスクラップとして57,180ドルという値で売却、一度も任務に就くことなくその生涯を終えた。
乗組員としてこの事故を経験したチーフソナーマンのC・W・ヘイズによると、ランセットフィッシュの沈没の原因は乗組員の勘違いだった。当日、後部発射管室で点検していた2人の乗組員のうち1人が発射管内部を開けようとしていた。ヘイズは「発射管の中は海水が注入されておらず空っぽだろう」と判断していた。実際、この乗組員が指し示した発射管は空っぽであった。その判断に従って、別の乗組員が発射管の蓋を開けた。しかし、実際には他の発射管の中には海水が注入されており、しかも艦外部の発射管の蓋は開いていた。その結果、海水が一気に艦内に流れ込んできたのであった。